# Luca Urlando
Gianluca Urlando (conocido como Luca Urlando; Sacramento, 16 de marzo de 2002) es un deportista estadounidense que compite en natación, especialista en el estilo mariposa.
Ganó una medalla de oro en el Campeonato Mundial de Natación de 2025, en la prueba de 200 m mariposa.
Estudió Gestión Deportiva en la Universidad de Georgia.

## Palmarés internacional
| Campeonato Mundial | Campeonato Mundial  | Campeonato Mundial | Campeonato Mundial |
| Año                | Lugar               | Medalla            | Prueba             |
| ------------------ | ------------------- | ------------------ | ------------------ |
| 2025               | Singapur (Singapur) | Medalla de oro     | 200 m mariposa     |